# Ecnomus walajandari
Ecnomus walajandari är en nattsländeart som beskrevs av Cartwright 1990. Ecnomus walajandari ingår i släktet Ecnomus och familjen trattnattsländor. Inga underarter finns listade i Catalogue of Life.